# Japans Grand Prix 2013
Japans Grand Prix 2013, officiellt 2013 Formula 1 Japanese Grand Prix, var en Formel 1-tävling som hölls den 13 oktober 2013 på Suzuka Circuit i Japan. Det var den femtonde tävlingen av Formel 1-säsongen 2013 och kördes över 53 varv. Vinnare av loppet blev Sebastian Vettel för Red Bull, tvåa blev Mark Webber, även han för Red Bull, och trea blev Romain Grosjean för Lotus.

## Kvalet
| KR. | Nr | Förare              | Konstruktör          | Q1       | Q2       | Q3       | Grid |
| --- | -- | ------------------- | -------------------- | -------- | -------- | -------- | ---- |
| 1   | 2  | Mark Webber         | Red Bull-Renault     | 1.32,271 | 1.31,513 | 1.30,915 | 1    |
| 2   | 1  | Sebastian Vettel    | Red Bull-Renault     | 1.32,397 | 1.31,290 | 1.31,089 | 2    |
| 3   | 10 | Lewis Hamilton      | Mercedes             | 1.32,340 | 1.31,636 | 1.31,253 | 3    |
| 4   | 8  | Romain Grosjean     | Lotus-Renault        | 1.31,824 | 1.31,565 | 1.31,365 | 4    |
| 5   | 4  | Felipe Massa        | Ferrari              | 1.31,994 | 1.31,668 | 1.31,378 | 5    |
| 6   | 9  | Nico Rosberg        | Mercedes             | 1.32,244 | 1.31,764 | 1.31,397 | 6    |
| 7   | 11 | Nico Hülkenberg     | Sauber-Ferrari       | 1.32,465 | 1.31,848 | 1.31,664 | 7    |
| 8   | 3  | Fernando Alonso     | Ferrari              | 1.32,371 | 1.31,828 | 1.31,665 | 8    |
| 9   | 7  | Kimi Räikkönen      | Lotus-Renault        | 1.32,377 | 1.31,662 | 1.31,684 | 9    |
| 10  | 5  | Jenson Button       | McLaren-Mercedes     | 1.32,606 | 1.31,838 | 1.31,827 | 10   |
| 11  | 6  | Sergio Pérez        | McLaren-Mercedes     | 1.32,718 | 1.31,989 |          | 11   |
| 12  | 14 | Paul di Resta       | Force India-Mercedes | 1.32,286 | 1.31,992 |          | 12   |
| 13  | 17 | Valtteri Bottas     | Williams-Renault     | 1.32,613 | 1.32,013 |          | 13   |
| 14  | 12 | Esteban Gutiérrez   | Sauber-Ferrari       | 1.32,673 | 1.32,063 |          | 14   |
| 15  | 16 | Pastor Maldonado    | Williams-Renault     | 1.32,875 | 1.32,093 |          | 15   |
| 16  | 19 | Daniel Ricciardo    | Toro Rosso-Ferrari   | 1.32,804 | 1.32,485 |          | 16   |
| 17  | 15 | Adrian Sutil        | Force India-Mercedes | 1.32,890 |          |          | 221  |
| 18  | 18 | Jean-Éric Vergne    | Toro Rosso-Ferrari   | 1.33,357 |          |          | 17   |
| 19  | 23 | Max Chilton         | Marussia-Cosworth    | 1.34,320 |          |          | 18   |
| 20  | 20 | Charles Pic         | Caterham-Renault     | 1.34,556 |          |          | 202  |
| 21  | 21 | Giedo van der Garde | Caterham-Renault     | 1.34,879 |          |          | 19   |
| 22  | 22 | Jules Bianchi       | Marussia-Cosworth    | 1.34,958 |          |          | 212  |

| Vidare från första kvalrundan ▬▬ Vidare från andra kvalrundan ▬▬ |

Noteringar:
- ^1  — Adrian Sutil fick fem platsers nedflyttning för ett otillåtet växellådsbyte. Dessutom fick han ytterligare fem platsers nedflyttning för att ha orsakat en kollision under den föregående tävlingen.
- ^2  — Charles Pic och Jules Bianchi fick vardera tio platsers nedflyttning för att ha fått tre reprimander under säsongen.

## Loppet
| Pos. | Nr | Förare              | Konstruktör          | Varv | Tid         | Grid | P  |
| ---- | -- | ------------------- | -------------------- | ---- | ----------- | ---- | -- |
| 1    | 1  | Sebastian Vettel    | Red Bull-Renault     | 53   | 1:26.49,301 | 2    | 25 |
| 2    | 2  | Mark Webber         | Red Bull-Renault     | 53   | +7,129      | 1    | 18 |
| 3    | 8  | Romain Grosjean     | Lotus-Renault        | 53   | +9,910      | 4    | 15 |
| 4    | 3  | Fernando Alonso     | Ferrari              | 53   | +45,605     | 8    | 12 |
| 5    | 7  | Kimi Räikkönen      | Lotus-Renault        | 53   | +47,325     | 9    | 10 |
| 6    | 11 | Nico Hülkenberg     | Sauber-Ferrari       | 53   | +51,615     | 7    | 8  |
| 7    | 12 | Esteban Gutiérrez   | Sauber-Ferrari       | 53   | +1.11,630   | 14   | 6  |
| 8    | 9  | Nico Rosberg        | Mercedes             | 53   | +1.12,023   | 6    | 4  |
| 9    | 5  | Jenson Button       | McLaren-Mercedes     | 53   | +1.20,821   | 10   | 2  |
| 10   | 4  | Felipe Massa        | Ferrari              | 53   | +1.29,263   | 5    | 1  |
| 11   | 14 | Paul di Resta       | Force India-Mercedes | 53   | +1.38,572   | 12   |    |
| 12   | 18 | Jean-Éric Vergne    | Toro Rosso-Ferrari   | 52   | +1 varv     | 17   |    |
| 13   | 19 | Daniel Ricciardo    | Toro Rosso-Ferrari   | 52   | +1 varv     | 16   |    |
| 14   | 15 | Adrian Sutil        | Force India-Mercedes | 52   | +1 varv     | 22   |    |
| 15   | 6  | Sergio Pérez        | McLaren-Mercedes     | 52   | +1 varv     | 11   |    |
| 16   | 16 | Pastor Maldonado    | Williams-Renault     | 52   | +1 varv     | 15   |    |
| 17   | 17 | Valtteri Bottas     | Williams-Renault     | 52   | +1 varv     | 13   |    |
| 18   | 20 | Charles Pic         | Caterham-Renault     | 52   | +1 varv     | 20   |    |
| 19   | 23 | Max Chilton         | Marussia-Cosworth    | 52   | +1 varv     | 18   |    |
| Ret  | 10 | Lewis Hamilton      | Mercedes             | 7    | Punktering  | 3    |    |
| Ret  | 21 | Giedo van der Garde | Caterham-Renault     | 0    | Kollision   | 19   |    |
| Ret  | 22 | Jules Bianchi       | Marussia-Cosworth    | 0    | Kollision   | 21   |    |

| Förare och stall som tog poäng ▬▬ |

## Ställning efter loppet
|   | Pos. | Förare           | Poäng |
| - | ---- | ---------------- | ----- |
| ▬ | 1    | Sebastian Vettel | 297   |
| ▬ | 2    | Fernando Alonso  | 207   |
| ▬ | 3    | Kimi Räikkönen   | 177   |
| ▬ | 4    | Lewis Hamilton   | 161   |
| ▬ | 5    | Mark Webber      | 148   |

|   | Pos. | Konstruktör      | Poäng |
| - | ---- | ---------------- | ----- |
| ▬ | 1    | Red Bull-Renault | 445   |
| ▬ | 2    | Ferrari          | 297   |
| ▬ | 3    | Mercedes         | 287   |
| ▬ | 4    | Lotus-Renault    | 264   |
| ▬ | 5    | McLaren-Mercedes | 83    |

- Notering: Endast de fem bästa placeringarna i vardera mästerskap finns med på listorna.